# 渡辺弗措
渡辺 弗措（わたなべ ふっそ）は幕末の儒学者。猪飼敬所・佐藤一斎門下、折衷学派。丹波篠山藩儒、公立篠山中学校訓導、神戸師範学校助教諭。

## 経歴

### 遊学
文政元年（1818年）10月8日丹波国多紀郡篠山に篠山藩下級藩士の子として生まれた。天保3年（1832年）4月京都に出て猪飼敬所に師事し、大塩平八郎と経義を論じ、福井丹波守に二十二史を借覧した。
天保5年（1834年）9月敬所に従い斎藤景定と大和国・紀伊国に旅行し、「従遊記」を著した。11月26日篠山藩に学資3人扶持を給され、天保9年（1838年）5月2人扶持を加増された。天保年間敬所に従い伊勢津藩に赴任し、斎藤拙堂・土井聱牙・石川貞一郎・川村貞蔵等と交流した。
天保12年（1841年）12月19日新規独礼に取り立てられ、擬作米（あてがい）8石3人扶持を給され、藩校教導方を命じられた。弘化2年（1845年）篠山餌差町（東新町）に積水塾を開業し、漢学を教えた。
弘化4年（1847年）4月江戸に出て佐藤一斎に入門し、筋違見附内篠山藩上屋敷で子弟を教授した。嘉永元年（1848年）2月火災に遭い、文稿・衣服を焼失した。4月昌平坂学問所に入塾し、程なく舎長となり、菅野白華・重野成斎等と交流した。嘉永2年（1849年）3月修業し、水戸に旅行して藤田東湖・会沢正志斎等と交流した。

### 篠山藩出仕
嘉永2年（1849年）11月藩主青山忠良に従い帰郷し、嘉永3年（1850年）学士添役となり、一日置きに藩校で経史を講義した。嘉永6年（1853年）6月世継ぎ青山忠敏の侍読を兼ねた。安政2年（1855年）3月15日給人に取り立てられて士分に列し、10人扶持を宛行われ、御儒者となった。安政3年（1856年）3月20日江戸在勤中、篠山の自宅が類焼した。安政5年（1858年）9月殿中月次講釈を命じられた。11月には江戸上屋敷で火災に遭遇した。
文久2年（1862年）忠敏の藩主就任以降、参勤交代の際には必ず従った。元治元年（1864年）5月15日新知高50石3人扶持。慶応2年（1866年）6月13日長州征伐従軍のため大坂に出て、取次兼使役を務めた。9月19日郡奉行・道奉行となり、御儒者を兼任した。慶応3年（1867年）忠敏が書物刊行を企画したため、塩谷宕陰に相談したところ、『女訓』か『古今文致』を勧められ、『刪訂古今文致』を刊行した。
明治3年（1870年）1月督学となったが、明治4年（1871年）廃藩置県により辞職した。

### 晩年
藩辞職後は積水塾に専念したが、明治5年（1872年）廃業し、1873年（明治6年）2月小西家の依頼で摂津国伊丹の郷学を監督した。1877年（明治10年）忠誠に呼び戻され、篠山中年学舎教授、1878年（明治11年）8月公立篠山中学校訓導となった。1881年（明治14年）辞職し、1882年（明治15年）兵庫明親小学校で倫理を講義し、有力者有志にも経史を説いた。後に神戸師範学校一等助教諭となった。
1885年（明治18年）3月6日兵庫で病没し、湊川西新川墓地に葬られた。生前「帰郷して大雲川で漁師をやりたい」と口にしていたことから、1886年（明治19年）篠山王地山にも墓碑が建てられた。現在篠山妙福寺に墓がある。

## 門人
- 田健治郎[25]
- 本郷房太郎[20]
- 大石勿斎[20]
- 法貴発
- 上野理一
- 平尾竹霞
- 園田多祐
- 園田亮八[1]
- 箕原貞明[26]
- 塚脇門蔵[27]

## 逸話
猪飼敬所は考証学派、佐藤一斎は陽明学派として知られ、弗措も藩校では朱子学を教えたが、それ以外では折衷学を標榜した。
読書を好み、家の各部屋の机に本と眼鏡を置き、便所にも書見台を備えていた。一方、本以外の物には無頓着で、書生時代は袴を貸し借りで済ませ、真冬でも綿衣を重ね着しなかった。ある時、長崎帰りの門人に土産として当時貴重だったカステラを贈られたが、たまたま隣家の子供が泣いていたため、カステラをあげてしまった。門人が驚いて「先生に召し上がってもらおうと持って来たのですが。」と言うと、「自分が貰ったからこそ子供にあげたのだ。」と言って意に介さなかったという。
天保の大飢饉の最中、敬所の塾に大塩平八郎が来訪した。弗措は平八郎に「塾では飢饉の苦しみを分かち合うため菜7分・米3分の雑炊を食事としている」と伝え、平八郎は「家来は衣食のために仕えてくれている」として普通の米飯を与えてくれるよう要請した。それから1ヶ月も経たずに大塩平八郎の乱があり、あれが別れの意思表明だったのかと思い返したという。そのほか、斎藤拙堂・塩谷宕陰・牧?斎・安井息軒・芳野金陵・藤森弘庵と親交した。

## 親族
- 父：渡辺世敏 - 字は徳夫、通称は七郎左衛門・謙十郎、号は悦斎・斜好亭[32]。篠山藩下級藩士[2]。天保14年（1843年）6月氷上郡黒井に退隠し、天保15年（1844年）9月24日没[33]。
- 母：長沢氏[2] - 安政6年（1859年）没[1]。
- 妻：満寿 - 箕原氏。1911年（明治44年）9月10日84歳で京都で没[34]。
- 長女：陽 - 世誠先妻。24歳で没[34]。
- 次女：勝 - 篠山藩山崎矩員妻[34]。
  - 孫：栄 - 摂津国三田有井武之介妻[34]。
    - 曽孫：望 - 栄次男、益子養子。陸軍砲兵[35]。
      - 玄孫：しゆん - 望長女。1872年（明治5年）4月生。門野幾之進妻[36]。
      - 玄孫：あい - 望次女。1875年（明治8年）4月26日生。山口勝妻[37]。
        - 来孫：山口一太郎[38]

      - 玄孫：すみ - 望四女。1883年（明治16年）10月生。志田順妻[39]。
        - 来孫：志田順一郎
- 三女：常 - 園田亮八妻。33歳で没[34]。
- 四女：閏 - 世誠後妻[34]。
- 五女：元 - 佐藤弥太郎妻。27歳で没[34]。
- 養子：渡辺世誠 - 篠山藩平野市兵衛三男。通称は房之助。早逝[34]。
  - 養孫：渡辺世篤 - 通称は朔太郎。33歳で没[34]。
    - 養曽孫：弘 - 6歳で没[34]。
    - 養曽孫：益子[34]
      - 養玄孫：望[35]

  - 養孫：静 - 19歳で没[34]。

子孫は多く早逝したため、曽孫益子が女戸主となり、次女の娘の次男望が養子に入った。